# Torre Gabriel Folcher
La Torre Gabriel Folcher és un edifici del municipi de Castelldefels (Baix Llobregat) declarat bé cultural d'interès nacional.

## Descripció
És una torre situada a 80 metres de la torre de Climent Savall. És de planta quadrada amb accés pel primer pis. La planta baixa es feia servir com a magatzem o quadrada i tenia una entrada independent. En dues façanes es conserva el matacà. Té un carreu esculpit amb la inscripció 'IXS-XPS. GABRIEL FOL- CHER PER ELL E PER LOS SEUS. MDLX'. La torre es corona amb merlets que van ser afegits en una restauració dels anys 50 del segle xx.